# 今井成美
今井 成美（いまい なるみ、1989年3月29日 - ）は、日本の元喜劇女優、元モデル、元グラビアアイドルである。
よしもとクリエイティブエージェンシー大阪に所属していた。元吉本新喜劇座員。

## 人物
1996年に芸能界デビューするも2003年に一時引退。
2009年に復帰し2010年にはテレビ東京の「やりすぎコージー」のやりすぎガールとして出演。更に2011年には日テレジェニック2011候補生として日本テレビの「アイドルの穴」、テレビ東京の「ざっくりハイボール」に出演。ミスFLASHの2012年度オーディションを受け、ファイナリストまで残った。
2015年に行われた吉本新喜劇金の卵8個目オーディションに合格し新喜劇座員となった。
2017年10月19日、公式Instagram並びに公式twitterにおいて、かねてより交際していた一般男性と結婚し、それを機に吉本新喜劇を退団することを発表した。
趣味：釣り、料理、ファッション、旅行

## 出演

### TV
過去
- フジテレビ「FNS歌謡祭」
- TBS「ホリさまぁ〜ず」
- TBS「EXE EXILE HOUS」
- TBS「金スマ」
- テレビ東京「やりすぎコージー」レギュラー〈やりすぎガール9代目〉
- テレビ東京「やりすぎ爆弾」
- テレビ朝日「全力坂」
- TBS「爆問パニックフェイス」
- テレビ東京「7スタBratch! Bratchチョイス」
- 日本テレビ「アイドルの穴〜日テレジェニックを探せ2011〜」
- 日本テレビ「アイドルリーグ 」
- テレビ東京「ざっくりハイボール」10月レギュラー
- 全力坂インフォマーシャル「スマ婚」
- テレビ東京「アド街ック天国」
- テレビ東京「ざっくりハイタッチ」ざっくりハイガール、芸人突撃ハイガール
- 日本テレビ「ヒルナンデス」東京おしゃれ探し
- テレビ東京「ビジネスフォーラムレポート」
- MBS「よしもと新喜劇」2016年から2017年まで不定期出演

### CM
過去
- ハウス食品「スープdeおこげ」
- NEC LaVie
- ピーアーク（パチンコアミューズメント）
- AEON「夏ギフト」…ALLムービー/WEB
- タカラトミー「黒ひげ危機一発」
- 花王 エッセンシャル
- 「HEIWA」
- 東映「パイレーツオブカリビアンDVD&ブルーレイ」
- Japan Geteway 「スカルプケア」
- 「HEIWA」ピースオブライフ
- 森永「チーズスティック」

### 雑誌＆スチール
過去
- Gyaoイオン化粧品…WEB
- Gyaoジョッキー…WEB
- びゅーSARASA〈表紙〉…雑誌
- ANA「旅割」…雑誌/WEB/トレインチャンネル
- NEC LaVie
- ホーユー「プロマスターEX」…スチールALL/WEB/DVD
- ロレアル「商品：スタイリング剤」…動画（ロレアルサロン内のみ）
- ホットペッパー6月号「女子会（グータンヌーボ会）」…雑誌（フリーペーパー）
- ANA「旅割」…新聞/雑誌/WEB/トレインチャンネル
- ㈱マスダ増「成人式アクセ、小物、化粧品、髪飾り」…カタログ/ポスター
- 美容総合出版「ヘアと帯結び2011」…雑誌
- DECO&DECO…雑誌
- ポップシスター…雑誌
- ㈱丸井「マルイウェブチャネル」…WEB/店頭まわり
- ファッション通販(RAPTY)…WEB
- Xbox 360「ソニックフリーライダーズ」…WEB/店頭
- 資生堂「ビューティーブック」…パンフレット/WEB
- M.SLASH「WEBモデル」…WEB
- ㈱マスダ増「着付け＆メイク」
- リクルート「ホットペッパー12月号」…フリーペーパー
- 競艇イメージガール「ニャンキー6」メンバー…ユニット
- エースコック「JANJANソースやきそば×美容時計」…WEB
- 映画「電桜」WEB PV
- 資生堂ビューティーブック 1月号
- マルイウェブチャネル
- キリンビール「のどごし生」EB,ポスター
- ホットペッパー「4月号,11月号」
- GYAO「News マル得ライフ」
- アメーバゲーム「東京ガールズスナップ」
- アメーバスタジオ
- 美容雑誌「びゅーsarasa」表紙
- フィッツコーポレーション化粧水、美容液「トマコラ」イメージキャラクター
- Avail
- 雑誌DIME
- 学研 FYTTE10月号
- 美容総合出版 ヘアと帯結び2012
- 東京ディズニーリゾート10thアニバーサリー オール媒体
- ミスFLASH2012 ファイナリスト
- バラエティイベント「ハコニワ」
- キリン「スマート晩酌」スマートフォンゲーム
- ニコニコ動画「ニコジョッキー」
- サンスターVO5
- gree携帯アプリケーション
- 全力坂インフォマーシャル「スマ婚」
- 吉利 成人式、卒業式 ヘア&帯結び・ゼクシィ「ベルクラシック東京」WEB,雑誌
- MSLASH WEB

### WEB
過去
- Gyaoイオン化粧品
- Gyaoジョッキー
- ロレアル㈱「商品：スタイリング剤」（ロレアルサロン内のみ）
- AEON「夏ギフト」
- ㈱丸井「マルイウェブチャネル」
- ファッション通販(RAPTY)
- Xbox 360「ソニックフリーライダーズ」
- M.SLASH
- エースコック「JANJANソースやきそば×美容時計」
- インターネット放送局イケ☆スタ「たじろぎ☆LIP」（たじろぎ☆ガールズ）

### 過去に所属していたユニット
- やりすぎガール
- ざっくりハイガール
- 日テレジェニック2011候補生
- ミスFLASH2012ファイナリスト
- たじろぎ☆ガールズ
- ボートレース「ニャンキー6」